# Hexoda

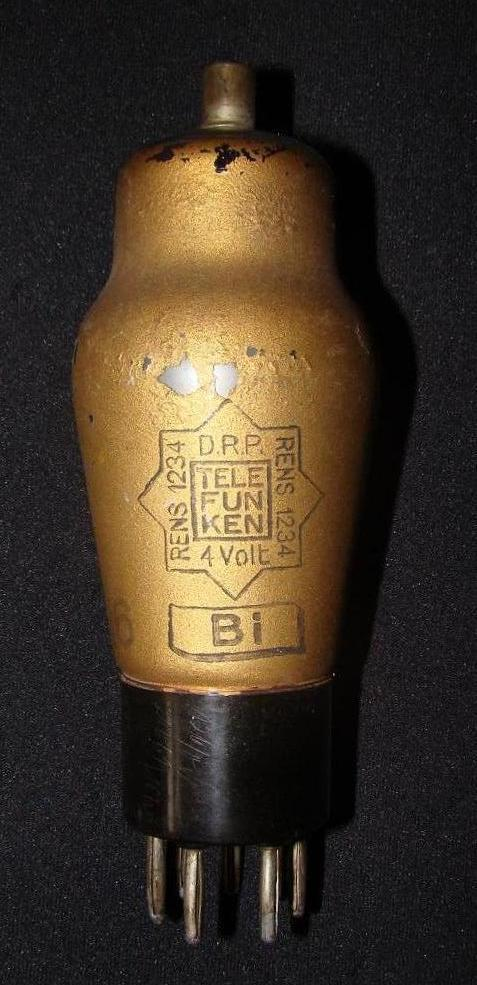
Nejstarší z hexod - RENS1234 Telefunken

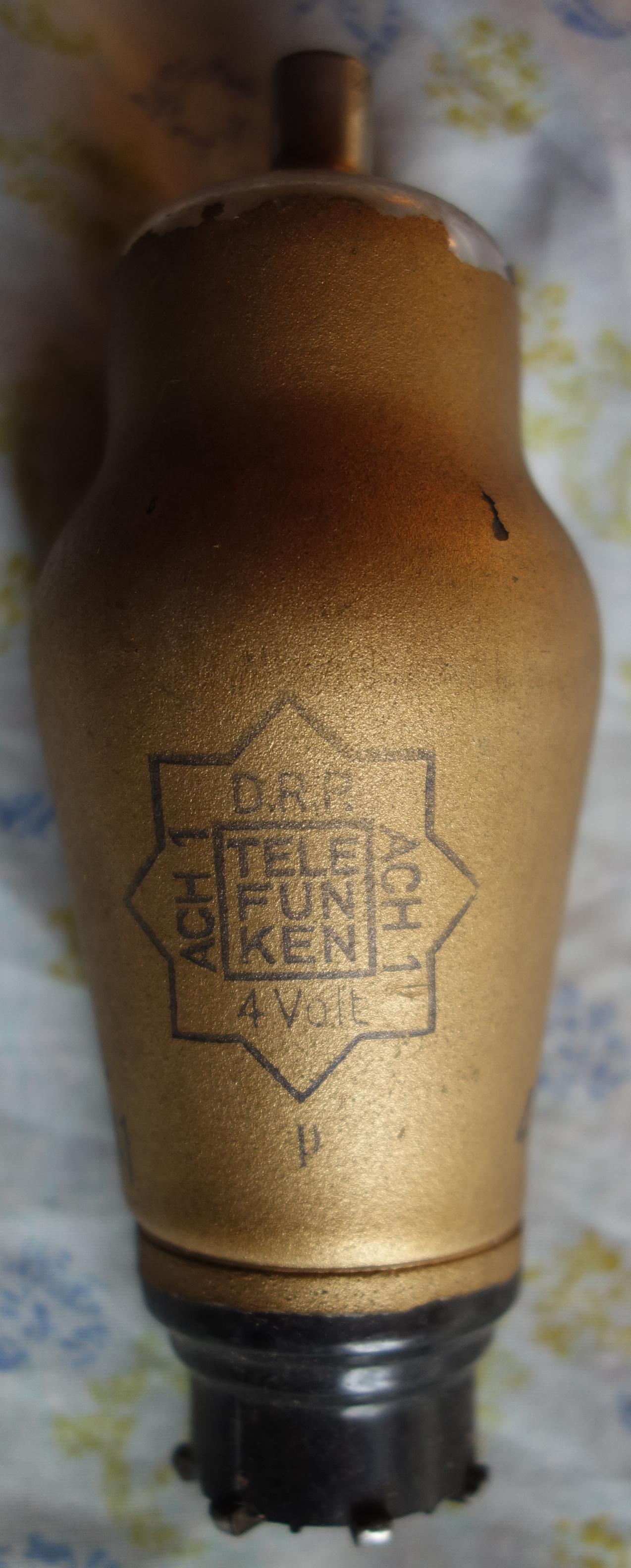
ACH1 Trioda-hexoda (oscilátor-směšovač).

Schematický symbol hexody

Hexoda je elektronka se čtyřmi mřížkami. Její potřeba vyvstala s vývojem přijímačů superheterodynního typu (superhet), kde zastávala funkci směšovače – měniče kmitočtu.
Hexoda zde fungovala jako multiplikační směšovač – každý ze směšovaných signálů byl přiváděn na svou příslušnou mřížku, řídící výsledný anodový proud. V obvyklých zapojeních byl vstupní signál (z anténního ladicího okruhu) přiváděn na prvou mřížku hexody, zatímco signál oscilátoru byl přiváděn na mřížku třetí. Výsledný (obvykle rozdílový) signál, zvaný mezifrekvenční, byl pak odebírán z anody laděným obvodem, nejčasněji pásmovou propustí.
Jednou z prvních hexod jednotné evropské řady pro kmitočtové měniče byl typ AH 1 firem Philips a Telefunken, s charakteristickou metalizovanou skleněnou baňkou a s lamelovou paticí typu P. Byla to elektronka jednotné evropské typové řady s nepřímým čtyřvoltovým s žhavením a bifilárně vinutým žhavicím vláknem (omezení indukovaného brumu). První řídicí mřížka byla vinuta s proměnným stoupáním (možnost regulace zisku systémem AVC) a vyvedena byla, dle tehdejších technických zvyklostí, na čepičku na vrcholu baňky (odstínění nežádoucích vazeb). Pro tuto elektronku byl předpokládán externí (oddělený) oscilátor, typicky osazený triodou typu AC 2, jehož signál byl veden na třetí mřížku hexody. Tato kombinace již dosahovala velmi uspokojivých výsledků i při příjmu na vyšších krátkovlnných pásmech.
Snaha o zmenšení potřebného počtu elektronek v přijímačích posléze vedla ke konstrukci prvých sdružených elektronek, k integraci, kdy byl konstrukčně spojený hexodový i triodový systém umístěn ve společné baňce. Typickými představiteli jsou zde elektronky ACH 1 evropské typové řady a kovová ("ocelová") ECH 11 z takzvané harmonické série firmy Telefunken, vyráběné však i dalšími evropskými firmami.
Hexoda byla ve sdružených elektronkách (měničích kmitočtu) později nahrazována heptodou, kterážto byla vybavena další, hradicí mřížkou, která měla obdobnou funkci, jako hradicí mřížka pentody.
Hexoda, či kombinace hexoda/trioda coby směšovací elektronka je typicky evropskou záležitostí. V Americe (USA) byla pro tento účel vyvinuta a všeobecně používána elektronka typu pentagrid.